# The Woman in Room 13 (film 1920)
The Woman in Room 13 è un film muto del 1920 diretto da Frank Lloyd. Prodotto dalla Goldwyn Pictures Corporation, aveva come interpreti Pauline Frederick, Richard Tucker, Charles Clary, John Bowers, Robert McKim, Sidney Ainsworth, Marguerite Snow, Kate Lester.
Nel 1932, Henry King ne girò il remake sonoro, sempre con il titolo The Woman in Room 13. Protagonista femminile fu Elissa Landi, affiancata da Ralph Bellamy, Gilbert Roland e Myrna Loy.
Lo sceneggiatore Richard Schayer adattò per lo schermo The Woman in Room 13, lavoro teatrale di Max Marcin, Samuel Shipman e Percival Wilde . La pièce era andata in scena in prima al Booth Theatre di Broadway il 14 gennaio 1919 per un totale complessivo di 175 recite. Tra gli interpreti, Lowell Sherman e DeWitt C. Jennings.

## Trama

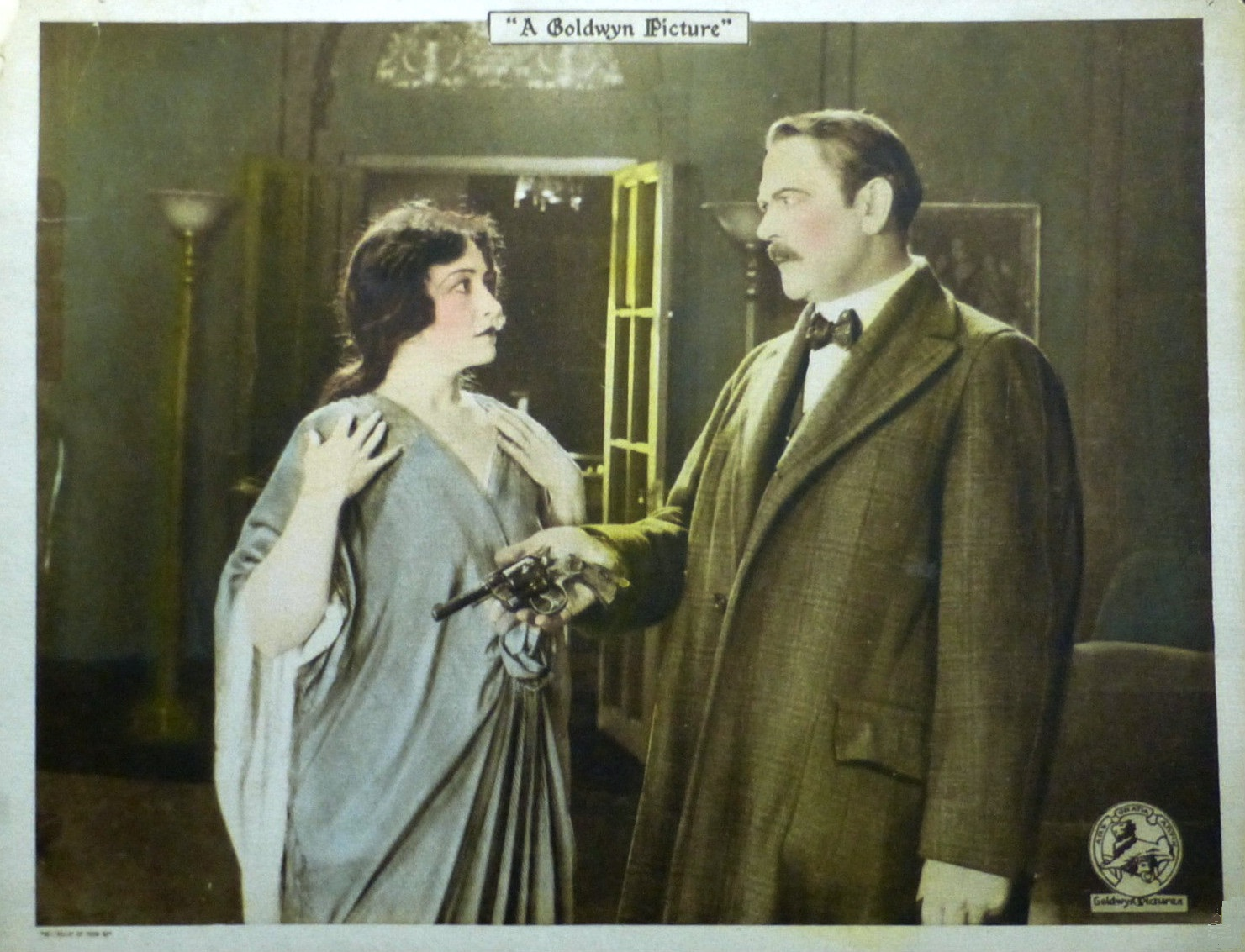
Pauline Frederick e Robert McKim

Laura Bruce, ripetutamente tradita dal marito, ottiene il divorzio e si sposa con Paul Ramsey. Ma Paul è un uomo geloso e sospetta che la moglie possa avere una relazione con il suo datore di lavoro, Dick Turner. Quando Turner lo manda via per un viaggio di lavoro, Paul incarica un detective di controllare i movimenti della moglie. Quello che Paul non sa è che il detective non è altri che John Bruce, l'ex marito di Laura. L'uomo adesso ha i mezzi per vendicarsi dell'ex-moglie: piazza un microfono nella casa di Turner, nella stanza numero 13, da dove spia gli appassionati incontri tra una donna e Turner. Una sera, Laura si presenta, invitata a una cena e, sulla porta, incontra Edna Crane, una delle ex-amanti di Turner.
Paul, che è tornato dal suo viaggio di lavoro, si reca da Turner e sente, attraverso il microfono, le voci dei due amanti della stanza numero 13. Follemente geloso, si precipita nella camera, sparando a Paul. Arrestato e processato, viene assolto per merito della testimonianza di Laura che dichiara che lui ha sparato per difenderla dalle avances di Turner. Anche se lo ha salvato dal carcere, però, Laura non riconquista la fiducia del marito. Deve intervenire Edna, confessando che era lei la donna della stanza 13, e non Laura. Marito e moglie finalmente si riconciliano.

## Produzione
Il film fu prodotto dalla Goldwyn Pictures Corporation.

## Distribuzione
Il copyright del film, richiesto dalla Goldwyn Pictures Corp., fu registrato il 30 gennaio 1920 con il numero LP14691.

Distribuito dalla Goldwyn Distributing Company, uscì nelle sale cinematografiche degli Stati Uniti nell'aprile 1920.
Non si conoscono copie ancora esistenti della pellicola che viene considerata presumibilmente perduta.